# Vorkstaartmeeuw
De vorkstaartmeeuw (Xema sabini) is een kleine meeuw uit de arctis.

## Taxonomie
De classificatie van de vorkstaartmeeuw is niet onomstreden. Sommigen beschouwen hem als de enige soort van het geslacht Xema, terwijl anderen de soort bij het geslacht Larus indelen. De Latijnse naam werd gegeven door de Engelse bioloog Joseph Sabine als eerbetoon aan zijn broer, de astronoom Edward Sabine, die een exemplaar had geschoten aan de westkust van Groenland in 1818.

## Kenmerken
De soort is te herkennen aan het opvallende vleugelpatroon, de vlucht vertoont enige gelijkenis met die van een stern. Adulte exemplaren hebben een vaalgrijze rug en dekveren, zwarte handpennen en witte armpennen. De staart is wit en gevorkt. De kopkap van de man wordt gedurende het broedseizoen donkergrijs. De snavel is zwart met een gele punt. Juveniele exemplaren hebben eveneens een driekleurig vleugelpatroon, maar hierbij zijn delen die bij de adult grijs zijn, bruin en de staart heeft zwarte eindband. Na twee jaar krijgen jonge vogels het volwassen kleed. Op afstand is het mogelijk de vorkstaartmeeuw te verwarren met de drieteenmeeuw.

## Leefwijze
Het voedsel bestaat uit visjes, wormen, insecten, kreeftjes en mosselen.

## Verspreiding en leefgebied
Het broedgebied van de soort bevindt zich zowel in het Amerikaanse als het Euraziatische deel van het noordpoolgebied. In het najaar trekt de vorkstaartmeeuw naar meer gematigde breedtes. De vogel broedt in kolonies in toendramoerassen, nabij zoet water of aan de kust.

## Voorkomen in Nederland en België
Aangezien de enige Euraziatische broedlocatie zich op Spitsbergen bevindt, is de vorkstaartmeeuw in Nederland en België vrij zeldzaam. Het is een echte zeevogel die zich voornamelijk op open zee ophoudt en de beste kansen om ze waar te nemen zijn bij een najaarsstorm aan de Wadden- of Noordzeekust.

## Status
De grootte van de populatie is in 2015 geschat op 340 duizend volwassen vogels. Op de Rode lijst van de IUCN heeft deze soort de status niet bedreigd.